# Fotledsfraktur

Danis–Webers klassifikation över olika typer av fotledsfrakturer.

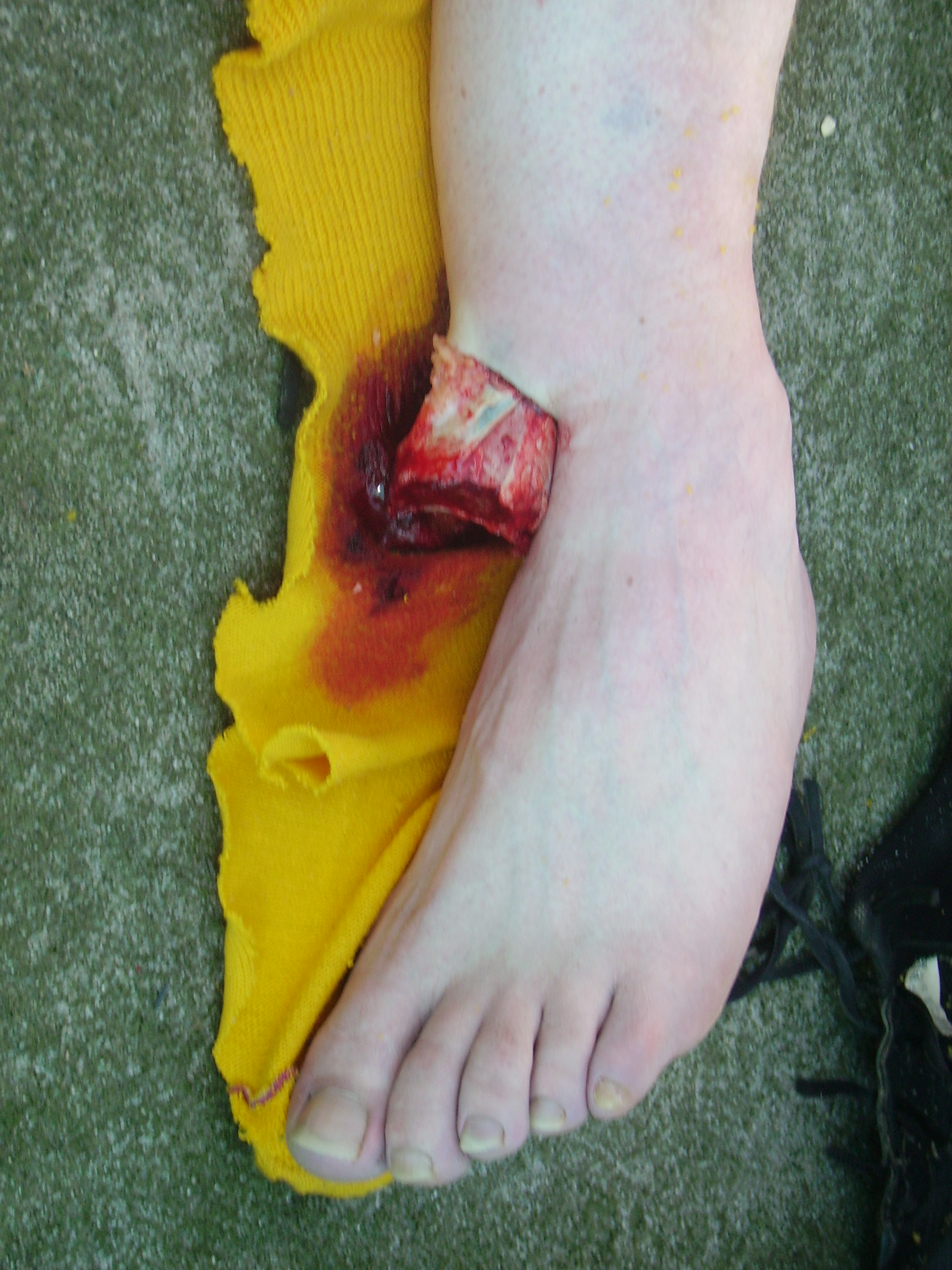
En öppen och kraftigt luxerad fotledsfraktur.

En fotledsfraktur är ett benbrott i distala vadbenet (fibula) eller skenbenet (tibia). Frakturen uppstår ofta i samband med vridvåld eller trauma mot sidan av vristen. En vanlig orsak är att den drabbade "trampat snett" och ramlat på utsidan av fotleden.
Fotledsfrakturer kan delas in på olika sätt. Ett sätt att dela in dem på är utifrån vilken/vilka malleoler (fotknölar) som skadats. Vid en lateral malleolfraktur har endast den laterala malleolen skadats (den "yttre" fotknölen). Vid bimalleolär fraktur har den laterala och den mediala ("inre" fotknölen) eller bakre malleolen (distala bakre delen av skenbenet) skadats. Vid trimalleolär fraktur har alla tre malleoler skadats.
Vanliga symptom är oförmåga att belasta foten, svullnad, lokal smärta och eventuellt utstrålande smärta. En dislocerad fotledsfraktur kan medföra mjukdelsskador. Diagnostiken består av klinisk undersökning, röntgen och distalstatus (kontroll av motorik, sensorik och cirkulation för att upptäcka eventuella kärl- och nervskador). Distalstatus kontrolleras även efter behandlingsingrepp.
Behandlingen består antingen av kirurgisk eller konservativ (icke-kirurgisk) behandling. Kirurgisk behandling består av kirurgisk reponering (leden förs åter till rätt läge), inoperering av osteosyntes (skruvar/plattor/etc.) för att hålla leden på plats, därefter gipsning. Kirurgiska ingrepp bör ske inom sex timmar efter skadetillfället, annars hinner leden svullna, vilket gör att operationen måste vänta tills svullnaden lagt sig. Konservativ behandling består av enbart gipsning, och används om frakturen är stabil och inte dislocerad. Gipset kan antingen vara utformat som en skena (ifall leden förväntas svälla mycket), eller som en "stövel". Personer som gipsats kan mobiliseras tidigt (med kryckor). Enklare fotledsfrakturer i laterala malleolen kan belastas tidigt, men vanligen råds patienten att inte belasta foten på fyra till sex veckor efter gipsningen.